# Железнодорожный транспорт в Московской области
Железнодорожный транспорт в Московской области представлен 11 железнодорожными магистралями, расходящимися от Москвы, и ответвлениями от них, а также Большим железнодорожным кольцом, соединяющим все направления. История железнодорожного транспорта на территории современной Московской области начинается с 1851 года, когда железная дорога пришла из Петербурга в Москву; основные радиальные линии от Москвы были построены во второй половине XIX — первой половине XX века. Протяжённость железнодорожных путей общего пользования составляет 2172,4 километра, большинство из них электрифицированные, а по густоте железнодорожной сети регион занимает одно из первых мест в России.
Большинство железнодорожных линий общего пользования на территории области принадлежат Московской железной дороге и обслуживаются ОАО "ЦППК", исключение составляют:
- главный ход Октябрьской железной дороги (Ленинградское направление), обслуживаются ОАО "МТППК",
- участок Рижского направления на границе Московской и Тверской областей от станции Шаховская (также ОЖД, ОАО "МТППК"),
- несколько километров линии после станции Черусти относятся к Горьковской железной дороге, с единственным остановочным пунктом Струя.

В Московской области хорошо развито пригородное пассажирское сообщение, которое в основном представлено электропоездами, соединяющими Москву с населёнными пунктами Московской и соседних с ней областей).

## История и перспективы
Первая железнодорожная линия на территории современной Московской области (Петербурго-Московская железная дорога) была построена в конце 1840-х годов, официально открыта в 1851 году. Радиальные железнодорожные линии от Москвы в разных направлениях были построены во второй половине XIX — начале XX века: в 1861 году открылось движение на Петушки — Владимир, в 1862 году — на Сергиев Посад и на Коломну, в 1864 году — на Рязань (через Коломну), в 1866 году — на Серпухов, в 1867 — на Тулу (через Серпухов), в 1870 году — на Можайск — Смоленск и на Ярославль (через Сергиев Посад), в 1899 году — на Калугу — Брянск, в 1900 году — на Савёлово и на Ожерелье — Павелец, в 1901 году — на Волоколамск — Шаховскую, в 1912 году — на Черусти.
В 2000-е годы началась реализация проектов по организации скоростного пригородного железнодорожного сообщения Москвы с городами Московской области; в Мытищи, Болшево, Пушкино, Раменское, Железнодорожный запущены поезда «Спутник», делающие по пути минимальное количество остановок. Развитие Московского железнодорожного узла отражено в Генеральной схеме развития Московского железнодорожного узла до 2020 года, согласно которой планируется строительство крупных мультимодальных логистических комплексов в районе станций Белый Раст и Белые Столбы, реконструкция крупных железнодорожных станций Орехово-Зуево и Ожерелье, и многие другие мероприятия по развитию железнодорожной инфраструктуры.

## Предприятия и инфраструктура

### Железнодорожные линии
Железные дороги в Московской области являются частью Московского железнодорожного узла и имеют радиально-кольцевую структуру.
По территории области проходят радиальные железнодорожные линии 11 направлений от вокзалов Москвы. Из них одно принадлежит Октябрьской железной дороге (Ленинградское), а 10 остальных — Московской железной дороге. Также почти полностью в Московской области находится Большое кольцо Московской железной дороги. Имеется одна хордовая линия Мытищи — Фрязево, соединяющая два радиальных направления, а также множество тупиковых ответвлений от разных линий.
| Линия                        | Направление   | Пересечение с Большим кольцом                                                                        | Описание |
| Ленинградское                | северо-запад  | Поваровка / 142 км                                                                                   | Проходит через Химки — Сходню (микрорайон Химок) — Крюково (район Москвы) — Подсолнечную (г. Солнечногорск) — Клин — Решетниково и до границы с Тверской областью. Нет крутых поворотов, пути 5 раз пересекают границу Москвы и Московской области: в районе пл. Левобережная, пл. Новоподрезково, пл. Фирсановка, пл. Малино и пл. Алабушево. Имеются тупиковые ответвления от Клина на Высоковск и от ст. Решетниково на Конаково ГРЭС (Тверская область). |
| Савёловское МЖД              | север         | Совмещённый участок Икша — Яхрома/Дмитров                                                            | Проходит через Долгопрудную — Лобню — Икшу — Дмитров — Вербилки — Талдом и до границы с Тверской областью, далее на Савёлово и Сонково. Отрезок от границы с МКАД до северной горловины пл. Долгопрудная проходит по границе Москвы и Московской области; значительное расстояние магистраль проходит вдоль Канала имени Москвы. Имеется тупиковое ответвление от ст. Вербилки на Дубну. |
| Ярославское МЖД              | северо-восток | Совмещённый участок Пост 81 км — Александров-1 (участок Арсаки — Александров-1 во Владимирской обл.) | Проходит через Мытищи — Пушкино — Софрино — Сергиев Посад и до границы с Владимирской областью, далее на Александров-1 и Балакирево. Имеются ответвления: хордовая линия Мытищи — Фрязево (примыкание к Горьковскому направлению) (через Болшево — Щёлково — Монино), от хордовой линии на Фрязино; от ст. Софрино на Красноармейск, разобрана тупиковая ветка Мытищи — Пирогово. |
| Горьковское МЖД              | восток        | Орехово-Зуево                                                                                        | Проходит через Реутово — Железнодорожную — Фрязево (примыкание Ярославского направления) — Павловский Посад — Орехово-Зуево до границы с Владимирской областью, далее на Петушки и Владимир. Имеются тупиковые ответвления от ст. Реутово на Балашиху, от ст. Фрязево на Захарово (г. Ногинск), от ст. Павловский Посад на Электрогорск. |
| Казанское МЖД                | восток        | Куровская                                                                                            | Проходит через Люберцы-1 (разветвление из общей линии с Рязанским направлением) — Куровскую — Шатуру — Черусти и до границы с Владимирской областью, далее на Вековку. Имеются тупиковые ответвления от Люберец-2 на Дзержинскую, от ст. Кривандино на Рязановку. |
| Рязанское МЖД                | юго-восток    | Совмещённый участок 88 км — Воскресенск                                                              | Проходит через Люберцы-1 (разветвление из общей линии с Казанским направлением) — Раменское — Воскресенск — Голутвин (г. Коломна) — Луховицы и до границы с Рязанской областью, далее на Рязань-1. Имеются тупиковые ответвления от ст. Голутвин на Озёры, от ст. Луховицы на Зарайск (пассажирского движения нет). |
| Павелецкое МЖД               | юг            | Михнево; Жилёво (два пересечения)                                                                    | Проходит через Домодедово — Михнево — Ступино — Ожерелье, далее разделяется на 2 ветви: на юг до границы с Тульской областью (далее на Новомосковск) и на юго-восток через Узуново — Серебряные Пруды и до границы с Рязанской областью. От ст. Домодедово отходит ветвь к аэропорту Домодедово. |
| Курское МЖД                  | юг            | Столбовая                                                                                            | В области два участка: маленький участок с платформой Битца (платформа), второй длинный через Подольск — Гривно (г. Климовск) — Столбовую — Чехов — Серпухов и до границы с Тульской областью (далее на Тулу-1-Курскую). Ответвлений на территории области нет. |
| Киевское МЖД                 | юго-запад     | Бекасово-1 (в черте Москвы)                                                                          | Проходит по территории Москвы и Московской области, граница между ними пересекается пять раз. Всего три участка в области: отрезок со станцией Лесной Городок, участок через Апрелевку и Селятино и участок через Нару (г. Наро-Фоминск) до границы с Калужской областью (далее на Обнинск, Калугу и Сухиничи). При этом ветвь от ст. Лесной Городок на Аэропорт Внуково находится в черте Москвы. |
| Смоленское (Белорусское) МЖД | запад         | Кубинка-1                                                                                            | Проходит через Одинцово — Голицыно — Кубинку — Можайск — Уваровку и до границы со Смоленской областью (далее на Гагарин и Вязьму). Имеются тупиковые ответвления от пл. Рабочий Посёлок (в черте Москвы) на Усово и от ст. Голицыно на Звенигород. |
| Рижское МЖД                  | запад         | Манихино-1 / 165 км                                                                                  | Проходит через Красногорскую — Дедовск — Истру — Волоколамск — Шаховскую и до границы с Тверской областью. Ветка от станции Нахабино до Павловской Слободы разобрана. Участок линии от Волоколамска до Шаховской однопутный. |
| Большое кольцо МЖД           | кольцо        | Итого 11 пересечений                                                                                 | Проходит почти полностью в Московской области, за исключением 49-километрового участка в Москве на юго-западе Пожитково — Бекасово-1 — Вяткино и участка Ветчи — Александров II — Арсаки во Владимирской области на северо-востоке. Итого, в Московской области два длинных участка. Большое кольцо пересекает все 11 радиальных направлений с возможностью пересадки. (Две узловые станции пересечений находятся вне границ области — Бекасово-1 и Александров-1). Также есть «прямые» поезда с радиальных направлений: с Киевского (Бекасово-Сорт. и Кресты), Павелецкого (Яганово), Казанского (Егорьевск-2) и Савёловского (Костино и Жёлтиково). |

### Железнодорожные узлы и станции
На территории Московской области находится 145 станций (из них 3 — сортировочные), 369 остановочных пунктов, 759 пассажирских платформ и 412 билетных касс.

## Железнодорожные перевозки
По данным Министерства транспорта Московской области, по территории области ежедневно курсирует более 2000 электропоездов, при этом пассажиропоток составляет 400 миллионов человек в год, а каждый житель области совершает в среднем по 62 поездки в год.
Прямым пригородным сообщением с Москвой связаны все районные центры области, кроме Зарайска, Лотошино, Озёр и Рузы. В нескольких километрах от станции Узуново расположены Серебряные Пруды. Отсутствуют железные дороги только в Лотошинском районе.